# 福井直樹
福井 直樹（ふくい なおき、1955年 - ）は、日本の言語学者。上智大学大学院言語科学研究科教授。

## 来歴
1986年6月 マサチューセッツ工科大学、言語学・哲学科大学院で博士号取得。MIT認知科学センター博士研究員、ペンシルベニア大学言語学科助教授、カリフォルニア大学アーバイン校言語学科主任教授等を経て、2003年より上智大学教授。2006年 ハーバード大学言語学科客員教授。この間、国際電気通信基礎技術研究所（ATR）招聘研究員、Japan Foundation Fellow等も歴任。2006年〜2014年 日本学術会議連携会員。2021年〜2024年　日本言語学会会長。

## 著書
- MIT Working Papers in Linguistics, Vol. 8, (co-edited with T. Rapoport and E. Sagey), 1986. MIT, Cambridge, Massachusetts.

- Theory of Projection in Syntax, 1995. The CSLI Publications, Stanford University, Stanford, California, and Kurosio Publishing Company, Tokyo. (Distributed by the University of Chicago Press)

- 『生成文法』、岩波講座　言語の科学 6、 (稲田俊明、中島平三、田窪行則、外池滋生との共著)、1998年。東京：岩波書店。

- 『シンタクスと意味：原田信一言語学論文選集』、編著、2000年。東京：大修館書店。

- 『自然科学としての言語学：生成文法とは何か』、2001年。東京：大修館書店。(『新・自然科学としての言語学：生成文法とは何か』、2012年。東京：ちくま学芸文庫　(Math & Science))

- Formal Japanese Syntax and Universal Grammar: The Past 20 Years, 2003. Editor, Lingua Special Issue 113: 4-6.

- The Generative Enterprise Revisited (N. Chomsky, discussions with R. Huybregts, H. van Riemsdijk, N. Fukui and M. Zushi), 2004. Mouton de Gruyter, Berlin.

- Theoretical Comparative Syntax: Studies in Macroparameters, 2006. Leading Linguists Series, Routledge, London and New York. (Paperback edition published in 2013.)

- 『チョムスキー 言語基礎論集』、編訳、2012年。東京：岩波書店。

- 『言語の設計・発達・進化：生物言語学探究』、(藤田耕司，池内正幸，遊佐典昭との共編著)、 2014年。東京：開拓社。

- 『我々はどのような生き物なのか　ソフィア・レクチャーズ』（辻子美保子との共編訳）、2015年、東京：岩波書店。The Sophia Lectures, Noam Chomsky, 2015, Sophia Linguistica, Working Papers in Linguistics, Number 64, Sophia Linguistic Institute for International Communication, Sophia University, Tokyoの翻訳（解説等を追加）。(新版：2023年、岩波現代文庫）

- The Sophia Lectures, Noam Chomsky, 2015. Editor, Sophia Linguistica, Working Papers in Linguistics, Number 64, Sophia Linguistic Institute for International Communication, Sophia University, Tokyo.

- Merge in the Mind-Brain: Essays on Theoretical Linguistics and the Neuroscience of Language, 2017. Leading Linguists Series, Routledge, London and New York. (Paperback edition published in 2019.)

- 『言語』（名著精選　心の謎から心の科学へ シリーズ）、監修（渡辺明との共同監修）、2020年。東京：岩波書店。

- Symmetrizing Syntax, (with H. Narita), 2022. Routledge, London and New York.

- 酒井邦嘉　編著 『脳とAI — 言語と思考へのアプローチ』（合原一幸/辻子美保子/鶴岡慶雅/羽生善治/福井直樹）、2022年、中公選書.

## 訳書
- 『生成文法の企て』（辻子美保子との共訳）、2003年、東京：岩波書店。N. Chomsky (2004) The Generative Enterprise Revisited, Mouton de Gruyter, Berlinの日本語版。 (新版：2011年、岩波現代文庫)

- 『統辞構造論　付『言語理論の論理構造』序論』（辻子美保子との共訳）、2014年、東京：岩波文庫。N. Chomsky (1957) Syntactic Structures, Mouton & Co., The Hagueの翻訳。

- 『統辞理論の諸相』（辻子美保子との共訳）、2017年、東京：岩波文庫。N. Chomsky (1965) Aspects of the Theory of Syntax (Chapter 1), MIT Press, Cambridge, Massachusettsの翻訳。